# Институт ядерной физики АН Узбекистана
Институт ядерной физики Академии наук Республики Узбекистан — научно-исследовательский институт Академии наук Республики Узбекистан, занимающийся исследованиями в области ядерной физики. В институте проводятся фундаментальные и прикладные исследования по физике ядра и элементарных частиц, физике твёрдого тела, активационному анализу и радиохимии, научному приборостроению и ряду других актуальных научных направлений. Сегодня это один из крупнейших научных институтов Центральной Азии.

## История института
1956 год — Опубликовано Постановление правительства о создании в Ташкенте Института ядерной физики Академии наук.
1959 год:
- Введена в действие гамма-облучательная установка с источником радиоактивного кобальта-60, эквивалентного 160000 граммам радия. Начаты исследования по радиационной физике и радиобиологии.
- Туракулов Я. Х. (ИЯФ АН РУ) и Исламбеков Р. К. удостоены Ленинской премии за работу «Обмен йода и гормонов щитовидной железы при некоторых формах тиреоидной патологии».
- Произведён физический пуск исследовательского ядерного реактора типа ВВР, тепловой мощностью 2 МВт.
- Проведена Ташкентская конференция по мирному использованию атомной энергии.

1962 год — На Институт ядерной физики АН РУ возложена обязанность координирующей в стране организации по активационному анализу и дозиметрии больших доз.
1964 год:
- Введён в действие циклотрон У-150-II, ускоряющий протоны до энергии 20 МэВ.
- В Ташкенте проведено заседание комиссии ООН и МАГАТЭ по атомной энергии.

1965 год:
- Начаты работы по радиационному материаловедению и исследованию реакторных узлов и материалов.
- Сотрудники ИЯФ АН РУ Стародубцев С. В., Романов А. М. удостоены Государственной премии им. Абу Райхон Ал-Беруни за цикл монографий, посвящённых прохождению заряженных частиц и ионизирующих излучений через вещество.

1969 год — Подготовлен проект реконструкции ядерного реактора и расширения работ по активационному анализу и радиационному материаловедению.
1970 год — Сотрудники ИЯФ АН РУ Азимов С. А., Абдужамилов Ш., Бетер Е. В., Гулямов У. Г., Чудаков В. М. удостоены Государственной премии им. Абу Райхан Ал-Беруни за цикл работ «Когерентная дифракционная генерация пионов».
1971 год — Проведено испытание новой активной зоны ядерного реактора, позволяющей повысить его мощность до 10 МВт.
1972 год — Введена на горизонтальном канале реактора установка для автоматизированного активационного анализа.
1973 год — Сотрудники ИЯФ АН РУ Бекжанов Р. Б., Гладышев Д. А., Муминов А. И., Акилов Ф. С. удостоены Государственной премии им. Абу Райхон Ал-Беруни за цикл работ «Исследование электромагнитных переходов в ядрах».
1976 год — Создано предприятие «Радиопрепарат» ИЯФ, предназначенное для выпуска меченных радиоактивных соединений.
1979 год — Создано СКБ Радиационный техники с опытным заводом для выпуска радиоизотопных приборов, в том числе на экспорт.
1980 год:
- Завершена реконструкция реактора и он переведён на постоянную работу на мощности 10 МВт.
- На предприятии «Радиопрепарат» начат выпуск и экспорт за рубеж соединений меченных фосфором-32 и генераторов технеция-99.

1981 год:
- Сотрудники ИЯФ АН РУ Хабибуллаев П. К., Кист А. А., Ашрапов Т. Б., Ганиев А. Г., Муминов В. А., Усманова М. М., Архангельский Н. В.(Москва) и Егоренков П. Н.(Москва) удостоены Государственной премии им. Абу Райхон Ал-Беруни за разработку и внедрение работы «Комплекс активационных и ядерно-физических аналитических методов контроля технологических процессов на базе модернизации реактора ВВР-СМ и других ядерно-физических установок».
- Группа учёных Юлдашев Б. С. (ФТИ АН РУ), Чернов Г. М. (ИЯФ АН РУ), Гуламов К. Г.(ФТИ АН РУ), Мусаханов М. М. (ТашГУ), Атаходжаев А. К. (СамГУ), Сабиров Л. М.(СамГУ) удостоены Государственной премии им. Абу Райхон Ал-Беруни за исследование «Неупругих взаимодействий лептонов, адронов и ядер с атомными ядрами при высоких энергиях».

1985 год — Создан Отдел научного приборостроения под руководством Хайдарова Р.А. путем объединения группы внедрения ядерных методов в технику, лаборатории активационного анализа на заряженных частицах и лаборатории ядерной геофизики. 
1990 год — Создано арендное предприятие «Тезлатгич» по производству на циклотроне У-150-II радиоактивного изотопа кобальт-57.
1991 год — Группа учёных Саидов М. С. (ФТИ АН РУ), Мамадалимов А. Т. (Институт Физики и Химии Полимеров АН РУ), Муминов Р. А. (ФТИ АН РУ), Юнусов М. С. (ИЯФ АН РУ) удостоены Государственной премии им. Абу Райхон Ал-Беруни за исследование глубокоуровневых примесей и дефектов в кремнии.
1995 год — Осуществлён физический запуск нового циклотрона У-115
1998 год — Ядерный реактор ВВР-СМ переведён на 36 % ядерное топливо
2002 год — Окончено строительство системы физической защиты реактора ВВР-СМ
2003 год — Сдано в эксплуатацию новое хранилище радиоактивных источников
2006 год — Локальная сеть Института переведена на оптоволокно. Создано оптоволоконное кольцо (1Гб), соединяющее все основные здания и корпуса.
В ноябре 2009 года реактор был переведен на использование 19,82% ядерного топлива.
В мае 2016 года президент Узбекистана Ислам Каримов издал постановление, в соответствии с которым институт был упразднен. Ядерный реактор предполагалось вывести из эксплуатации, а здания и имущество института — передать физическому факультету НУУз.
2 июля 2016 года ядерный реактор ВВР-СМ был остановлен.
В 2017 году постановлением президента республики Шавката Мирзиёева Институт ядерной физики был воссоздан. Мероприятия по ликвидации института были отменены.
В ноябре того же года между ИЯФ и АО «ТВЭЛ» было подписано соглашение о поставке ядерного топлива для реактора ВВР-СМ. Топливо было отгружено в июне 2018 года.

## Научная деятельность
Извлечения из устава ИЯФ:

4. Основные задачи Института.
В области ядерной физики:
- исследование взаимодействия релятивистских ядер и частиц с ядрами в широком диапазоне первичных энергий; проведение экспериментов по изучению множественной генерации адронов, по поиску многобарионных резонансов и изобар в соударениях с ядрами, по измерениям полных сечений взаимодействий адронных соударений с использованием поляризованных и неполяризованных адронных пучков;
- экспериментальные и теоретические исследования ядерных реакций исвойств атомных ядер и элементарных частиц проведение исследований ядерных реакций с многонуклонными передачами, определение вершинных констант ядер, создание новых моделей элементарных частиц, применение результатов ядерной физики низких энергий к решению ряда проблем астрофизики.
- исследование высоковозбуждённых состояний ядер и взаимодействий ядер с ядрами при низких энергиях, проведение экспериментов по поиску тяжёлых нейтрино теоретических исследований моделей атомных ядер.
- исследование взаимодействий радиационного излучения на различные материалы, используемые в реакторах, на ускорителях и в ядерной технике, создание новых материалов.

В области радиационной физики твёрдого тела, радиационного материаловедения и приборостроения:
- исследование особенности протекания радиационных процессов в многокомпонентных твёрдых телах с целью выявления общих закономерностей для широкого класса материалов и их специфических проявлений в упорядоченных и неупорядоченных системах;
- исследование стимулированных фазовых превращений в многокомпонентных системах и изучение спинодального распада, радиационно — стимулированных электронных процессов при сверхнизких температурах; физических явлений на границе раздела, позволяющих прогнозировать технологические аспекты использования радиации для управления свойствами и параметрами готовых изделий;
- исследование радиационного способа достижений метастабильных состояний и дозирование релаксации среды до состояний недостижимых радиационным путём, поиск новых аспектов радиационных технологии на основе синергетических явлений при высоких интенсивных излучениях;
- исследование радиационной инженерии электронного спектра для создания материалов с заданными свойствами, комбинированных воздействий радиации и других физических полей для моделирования конкретных условий эксплуатации, разработка физических основ радиационной чувствительности материалов и изделий.

В области активационного анализа:
- создание теоретических и методологических основ высокочувствительных многоэлементных аналитических методов исследования веществ сложного состава, исследование возможностей повышения информативности аналитических методов, в частности, пространственного анализа и методов изучения форм нахождения химических элементов, прежде всего в объектах окружающей среды, исследование и разработка новых технологий получения радиоактивных изотопов и меченных соединений и организация промышленного производства научных препаратов для нужд научных и медицинских учреждений Республики и поставки за рубеж.
- создание новых высокочувствительных скрининговых радиоаналитических методов определения токсикантов для экологических исследований и охраны окружающей среды, исследования и разработка перспективных радиохимических и радиоаналитических методов медицинской диагностики, в том числе ранней, и скрининговых тестов для массового обследования населения Узбекистана.

В области радиохимии и производства радиоизотопов:
- создание технологий и наладка производства радионуклидных генераторных систем (Тс, Im, Re, и др.);генераторных систем для получения ультракороткоживущих радионуклидов, используемых в радиодиагностике и радиотерапии, а также систем направленного транспорта изотопов к органам-мишеням на основе биосредства; компонентов нуклеиновых кислот, меченных низкоэнергетичными -излучателями Р, Р, и S;
- получение радиоактивномеченных тритием аналогов наиболее опасных загрязнителей; разработка высокоспецифичного иммунорадиометрического анализа низкомолекулярных токсикантов; исследование возможностей создания аналитической системы нового поколения.

В области автоматизации научных исследований:
- создание для основных ядерно-физических установок института систем автоматизации экспериментальных исследований и обработки их информации на основе использования микропроцессоров;
- развитие измерительно-вычислительных научных лабораторий, производственных и других подразделений института; создание локальной сети ЭВМ института и малых локальных сетей;
- создание вычислительного центра, оборудованного высокопроизводительными ЭВМ и обеспечивающего научно-технические расчёты и моделирование физических процессов на базе расчётно-логических систем, включающих базы знаний и пакеты прикладных программ, а также автоматизацию организационной деятельности института.

5. Институт несёт ответственность за направление и уровень развития соответствующих разделов физики и результативность проводимых исследований, широкое внедрение их результатов в народное хозяйство.
6. Институт организует деятельность прикладных направлений, поощряет изобретательское творчество, способствующее повышению научно-технического уровня разработок, конкурентоспособности технологий выпускаемой продукции
7.Для выполнения своих задач институт:
- проводит в соответствии с утверждённым Президиумом АН РУз планом научно-исследовательские и прикладные работы и совместно с другими заинтересованными организациями принимает меры к использованию полученных результатов в науке, технике, народном хозяйстве;
- координирует планы научно-исследовательских и прикладных работ института с научными советами по ядерной спектроскопии, ядерным реакциям, по физике твёрдого тела, аналитической химии, ядерной и радиационной физике, по мирному использованию атомной энергии, по радиохимии, по применению достижений ядерной физики в смежных областях;
- осуществляет анализ научно-исследовательских работ с целью выявления их охраноспособности;
- осуществляет подготовку и расстановку научных кадров и повышение квалификации сотрудников института, оказывает систематическую помощь молодым специалистам в их работе;
- осуществляет подбор патентной информации для всех лабораторий;
- организовывает дискуссии, конференции, совещания по научным проблемам, разрабатываемых институтом;
- подготавливает материалы научных исследований к изданию, осуществляет общее руководство по выпуску трудов, монографий, препринтов;
- ведёт пропаганду научных знаний, готовит и направляет заинтересованным организациям и учреждениям информацию о проведённых институтом исследованиях и полученных результатах;
- изучает уровень развития науки в зарубежных странах, осуществляет проведение совместных работ с зарубежными учреждениями;
- обеспечивает защиту научного и государственного приоритета по работам, выполненных в институте, создаёт условия для работы по изобретательству;
- обеспечивает своевременное рассмотрение и внедрение изобретений и рационализаторских предложений;
- принимает меры по правовой охране в стране и за границей разработок, созданных в подразделениях института, заключает договора с авторами изобретений о передаче институту прав на получение патентов;
- регистрирует выполняемые научно-исследовательские работы, подготавливает научно-техническую информацию и отчёты о выполненных работах в соответствующие органы информации;
- осуществляет самостоятельную хозяйственную и внешнеэкономическую деятельность путём создания малых, совместных и арендных предприятий;

8. Институт осуществляет строительство, реконструкцию, а также капитальный ремонт основных фондов, обеспечивает быстрейший ввод в действие объектов и приобретённого оборудования;
9. Институт осуществляет оперативную деятельность по материально-техническому обеспечению научно-исследовательских работ;
10. Институт имеет право самостоятельно распоряжаться заработанными средствами после произведённых расчётов по бюджету и выплате налогов и использовать их по своему усмотрению в соответствии с решением Учёного Совета института;

Институт распоряжается выделенными и переданными по хоздоговорам финансовыми ресурсами, обеспечивая максимальную экономию и своевременные расчёты с государственным бюджетом, учреждениями банка, поставщиками, подрядчиками и другими организациями;
11. Институт ведёт бухгалтерский учёт, внедряет передовые методы и формы учёта и вычислительных работ, составляет отчётность по утверждённым формам и представляет её в установленные сроки соответствующим органам;
12. Институт создаёт условия для высокопроизводительной работы своих сотрудников, обеспечивает соблюдение законодательства о труде, правил и норм охраны труда, техники безопасности, производственной санитарии, трудовой дисциплины. Институт проводит в установленном порядке аттестацию работников института, а также конкурсы на замещение вакантных должностей научных работников.
13. Институт осуществляет мероприятия по наиболее эффективному использованию установленных для работников систем оплаты труда.
14. Институт активно содействует выполнению принятых обязательств всеми подразделениями и постоянно заботится об улучшении условий труда, быта и отдыха сотрудников.
15. Сотрудники института за успешное выполнение стоящих перед ними задач поощряются в соответствии с действующим законодательством.
16. Институт осуществляет все необходимые мероприятия по охране воздуха, почвы и водоёмов от загрязнения сточными водами и отходами.
17. Оценка научной деятельности института производится Президиумом АН РУз в установленном порядке не реже одного раза в три года, и по результатам этой оценки принимаются соответствующие решения.

## Отделения
- Отделение ядерной физики
- Отделение радиационной физики твёрдого тела
- Отделение активационного анализа и радиохимии

## Дочерние предприятия
- Предприятие «Радиопрепарат» (организовано в 1976 году. Предприятие производит для внутреннего рынка и экспортирует в страны содружества, Европу и США меченые препараты и соединения, а также изделия с радиоактивными изотопами. Номенклатура выпускаемых соединений для медицины и науки превышает 60 наименований).
- Арендное предприятие «Тезлатгич»(является региональным производителем высокотехнологичной наукоёмкой радиоизотопной продукции. Производство циклотронных изотопов было организовано в ноябре 1991 года.)
- Конструкторское бюро с опытным заводом (организовано в 1979 году для проведения опытно-конструкторских работ по результатам научно-исследовательских работ, проводимых в научных подразделениях Института Ядерной Физики АН РУ).
- Республиканское предприятие захоронения радиоактивных отходов.

## Базовое оборудование
- Ядерный реактор ВВР-СМ
- Циклотроны У-150-II и У-115
- Нейтронный генератор НГ-150
- Гамма-установка